# Конопля в Казахстане
Конопля в Казахстане относится к запрещённым наркотическим веществам; её употребление, хранение, распространение и склонение к потреблению являются уголовно наказуемым согласно статьям 296, 297, 298, 299 Уголовного кодекса республики. Статья 300 предусматривает также наказание за незаконное культивирование растений, содержащих наркотические вещества. 

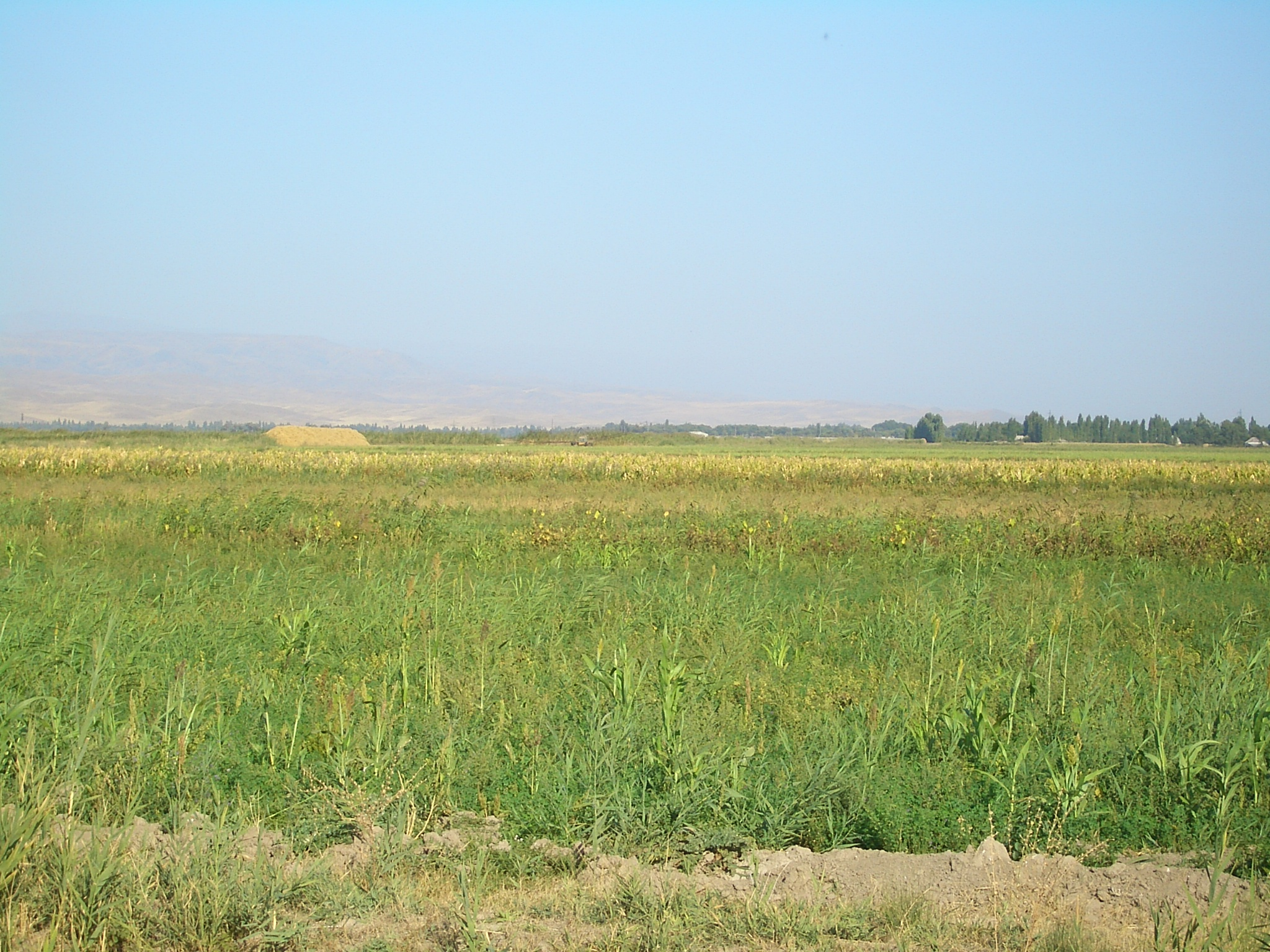
Чуйская долина, на территории которой произрастает дикая конопля

На территории страны произрастает большое количество дикой конопли с психотропными свойствами, в частности в Чуйской долине, на основе сырья которой можно изготовить около 5000 тонн марихуаны и 40 тонн гашиша. Культурная конопля выращивается в Жамбылской области, а также в других регионах Казахстана, например, в Кызылординской и Алматинской областях.
Через территорию республики осуществляется транзит конопли в Россию. По данным Министерства внутренних дел Российской Федерации, 93% марихуаны ввозится в страну из Казахстана.